# 伊那毎日新聞
伊那毎日新聞（いなまいにちしんぶん）は、伊那毎日新聞株式会社が長野県伊那市を中心とする上伊那地域で発行していた日刊新聞。長野県新聞協会加盟（日本新聞協会には非加盟）。2008年に休刊した。

## 概要
元国会議員で大手抵抗器メーカー、興亜電工（現・KOA）創業者の向山一人らが1955年2月11日に創刊した。駒ヶ根市に駒ヶ根支局があった。毎日新聞および信濃毎日新聞との資本関係はなかった。
最終期はタブロイド判12ページ建て（うちカラー4ページ）で購読料は1カ月1200円、月曜休刊。公称部数は1万8000部だった。
広告料金収入の落ち込みにともない、2008年3月期の決算は売上が対前年度比で約1,400万円減の約1億6800万円となり、約330万円の赤字に転落した。
このため同社は「親会社のKOAへの債務が多額で、今後の黒字化も見込めない」として、同年7月31日付で休刊。9月30日の臨時株主総会で会社の解散を決定し、同年12月に長野地方裁判所伊那支部から特別清算開始の決定を受けた。負債総額は約1億4000万円。
同社のニュースサイト「いなまい・ドットコム」は休刊翌日の2008年8月1日から伊那市内のケーブルテレビ会社、伊那ケーブルテレビジョンなど3社が運営を継承。のち「伊那毎」の旧称にちなんだ「伊那MYウェブニュース」と名付けられて運営されている。